# Blechnum punctulatum
Blechnum punctulatum là một loài thực vật có mạch trong họ Blechnaceae. Loài này được Sw. mô tả khoa học đầu tiên năm 1801.